# 德內什蒂鄉 (瓦斯盧伊縣)
46°51′N 27°40′E / 46.850°N 27.667°E
德內什蒂鄉（羅馬尼亞語：Comuna Dănești, Vaslui），是羅馬尼亞的鄉份，位於該國東北部，由瓦斯盧伊縣負責管轄，面積58平方公里，海拔高度323米，2007年人口2,312，人口密度每平方公里40人。